# Livilla pyrenaea
Livilla pyrenaea är en insektsart som först beskrevs av Mink 1859.  Livilla pyrenaea ingår i släktet Livilla och familjen rundbladloppor. Inga underarter finns listade i Catalogue of Life.